# هتل (مجموعه تلویزیونی ۱۳۷۲)
هتل نام یک مجموعهٔ تلویزیونی به کارگردانی محمدرضا پاسدار است که در سال ۱۳۷۲ تولید و از شبکه ۱ پخش شد.

## خلاصه داستان
«جهانشیر» مالک هتلی متروک و تعطیل است. او که سال‌ها قبل در اثر سانحه‌ای، همسر و فرزندان خود را از دست داده است، اینک در سال‌های پایانی عمر خود، تنها و ناامید است. جهانشیر دو برادرزاده دارد که تنها وارثان قانونی وی هستند و از همینک، خود را مالک این هتل می‌دانند. در این میان، جهانشیر در کمال ناباوری اعلام می‌کند که از همسر دیگرش، پسری داشته است و این پسر اکنون پیدا شده است. جهانشیر، این پسر خود را، مدیر هتل کرده و از او می‌خواهد آن را دوباره بازگشایی کند و سروسامان دهد. این مسئله دو برادرزادهٔ جهانشیر را نگران می‌کند و آن‌ها با پیدا شدن وارثِ اصلیِ هتل، دست به طراحی نقشهٔ شومی می‌زنند تا…

## بازیگران و عوامل تولید

### بازیگران
- احمد مندوب هاشمی
- محمد شیری
- عباس محبوب
- عزت‌الله رمضانی‌فر
- شهرزاد عبدالمجید
- علیرضا شاگردی
- ناصر شاگردی
- سوزان عزیزی
- حسن مهدی‌پور
- ناصر لقائی
- امیر اکبرزاده

### عوامل تولید
- نویسنده و کارگردان هنری: محمدرضا پاسدار
- کارگردان تلویزیونی: محمود رضایی
- تصویربردار: منصور آذرگل، صراف‌نژاد، زالی
- تهیه‌کننده: محمدرضا پاسدار
- فرمت تصویر: ویدئویی
- تعداد قسمت‌ها: ۱۰ قسمت
- محصول: گروه اقتصاد شبکه ۱
- سال تولید: ۱۳۷۲